# Bredåtjärnen, Värmland
Bredåtjärnen är en sjö i Torsby kommun i Värmland och ingår i Göta älvs huvudavrinningsområde.